# Kurenai ōji
Kurenai ōji (紅心王子?) è un manga di Sōta Kuwahara, pubblicato sulla rivista Monthly Shōnen Gangan di Square Enix dal 2007 al 2015 e raccolto in 18 volumi tankōbon. 

## Trama
Il giovane principe dei demoni, Sakura Kojiro, va nel mondo degli umani per rubare l'anima di una giovane ragazza che minaccia il suo mondo. Ma una volta lì, Kojiro prende una pallottola in faccia. Incosciente, viene curato da una giovane ragazza, Hana. Ma Hana risulta essere la ragazza di cui Kojiro avrebbe dovuto rubare l'anima. La storia ruota attorno al fatto che il demone non vuole rubare l'anima alla ragazza prima di conoscere tutta la verità su chi sia la vera minaccia del suo mondo.

## Personaggi
Sakura Kojiro
È un giovane principe dei demoni e protagonista della serie, scende sulla Terra per compiere la sua prima missione. Egli non simpatizza molto con gli umani e si crede superiore a loro. Sulla Terra incontra Hana, un giovane umano della sua età che gli offre di vivere in una pensione con lei.
Hana Koumeda
È una giovane ragazza energica che sorride sempre. Lei è il bersaglio di Kojiro e che è destinata a farsi prendere la sua anima dal giovane principe. Hana prende cura del ragazzo, che è stato misteriosamente sparato, nella sua casa e gli offre addirittura di vivere nel suo stesso appartamento. Kojiro capisce che la ragazza possa essere innocente e vuol conoscere la verità su chi possa essere il vero pericolo.
Gin
È un piccolo demone che accompagna Kojiro tutto il tempo. Si scopre in seguito che si tratta in effetti di uno Shinigami.
Regina Viola
È la prima regina degli angeli, è morta per proteggere il suo regno. Ella fu uccisa da Sakura Kojiro (antenato del protagonista), il primo re demone che lo uccise. È un personaggio enigmatico di cui non si sa molto, a parte il fatto che sembra aver avuto una relazione romantica con il demone che l'ha uccisa.

## Media

### Manga
Il manga è stato scritto e disegnato da Sōta Kuwahara. I capitoli sono stati pubblicati sulla rivista Monthly Shōnen Gangan di Square Enix da maggio 2007 ad aprile 2015 e sono in seguito stati raccolti in 18 volumi tankōbon. L'opera è stata pubblicata in Nord America da Yen Press e in Francia da Ki-oon.

### Drama CD
Nel novembre 2008 Square Enix ha pubblicato un drama CD che segue fedelmente i primi capitoli della serie, sebbene vi siano alcune differenze.